# ليس نيرول (أين)
ليس نيرول (بالفرنسية: Les Neyrolles)‏ هي بلدية فرنسية تقع في إقليم الأين في فرنسا. رمز إنسي لها هو:1274. أما الرمز البريدي لها فهو: 1130.